# Kapelle Josef Menzl
Die Kapelle Josef Menzl ist eine deutsche Blaskapelle aus dem Raum Regensburg.
Die Musikkapelle wurde im Juli 1995 in Brennberg gegründet und wurde anfangs von der Regensburger Gruppe „d’Saulocker“ inspiriert, die in den 1970er-Jahren in dieser Besetzung spielten. Die Musikkapelle setzt sich heute aus sieben Blechbläsern, zwei Holzbläsern und einem Trommler zusammen.
Das Repertoire umfasst hauptsächlich selbst arrangierte (alt)bayrische Blasmusik, also insbesondere Zwiefache, Schottische, einfache Lieder und Volkstänze sowie Märsche, aber auch alte böhmische Stücke. „[D]er kräftige Bass, die laute Es-Klarinette und die scharfen Trompeten“ sind den „Waldlerkapellen“ entlehnt. Anfangs wurde zu acht mit einem Tenorhorn bzw. Bariton gespielt, nach einiger Zeit kam ein zweites für die nun zweistimmigen Nebensoli.
Die Kapelle spielt seit 1998 alljährlich auf dem Straubinger Gäubodenvolksfest, seit 2010 jedes Jahr auf der „Oidn Wiesn“ sowie seit 2013 jährlich auf dem Festival „Woodstock der Blasmusik“. Auch in Sendungen des Bayerischen Rundfunks und des Bayerischen Fernsehens wirkten sie mit.
Im Jahr 2022 wurde die Kapelle Josef Menzl als Festkapelle im Festzelt Bräurosl auf dem Münchner Oktoberfest engagiert. Da sie keine Party-Musik spielten, äußerten Besucher Kritik, was dazu führte, dass sie nur noch untertags auftraten. Nachdem darüber überregional berichtet wurde, erhielt die Kapelle im Gegenzug viel Zuspruch.

## Diskografie
- 1999: Altbairische Blasmusik
- 2000: Gut bayrisch!
- 2007: Melodien zum Tanzen und Trinken
- 2008: Schied ei’, heid is Bockbierfest!
- 2012: So und ned anders!
- 2014: Wer nicht singt, der stinkt.
- 2016: Reisst’s Eich zamm
- 2019: Menzl dreht durch
- 2022: Hitz’
- 2022: Karaoke
- 2025: Hitz’ 2
- 2025: Menzl zünd’t auf!